# Agjej
Agjej (अज्ञेय, właśc. Saććidanand Hiranand Watsjajan, सच्चिदानंद हीरानंद वात्स्यायन, ur. 7 marca 1911 w Kasja, zm. 4 kwietnia 1987) – indyjski poeta piszący w języku hindi (twórca nurtu eksperymentalnego dotyczącego poezji indyjskiej), krytyk i teoretyk literatury. Tworzył również powieści i opowiadania. Redaktor czasopism dotyczących tematyki literackiej i literacko-społecznej. Wielokrotny laureat indyjskich nagród literackich.

## Życiorys
Działacz antybrytyjskiego ruchu narodowego. W latach 1930–1934 aresztowany i osadzony w więzieniu. Następnie członek ruchu antyfaszystowskiego (lata 40.). W latach 1943–1946 był wcielony do armii indyjsko-brytyjskiej.
Wykładał literaturę, m.in. na:
- uniwersytetach indyjskich;
- Uniwersytecie Kalifornijskim;
- Uniwersytecie w Heidelbergu.

## Twórczość
W 1933 r. powstał jego pierwszy tom wierszy zatytułowany Bhagna-dut (Zwiastun klęski), w 1937 r. utwór prozaiczny pt. Wipathaga (Zbłąkana), w latach 1941–1944 powieść Śekar: ek dziwani (Śekar: historia jednego życia). Był on również jednym z autorów i redaktorów zbioru Tar saptak (Siedem strun) powstałego w 1943 r., który dał początek nurtowi eksperymentalnemu współczesnej poezji hindi. Agjej kontynuował ten nurt m.in. w:
- Itjalam (Dosyć już), 1946 r.;
- Hari ghas par kszan bhar (Chwila na zielonej trawie), 1949 r.

Był on także redaktorem zbiorów takich jak m.in.:
- Dusra saptak (Druga siódemka), 1951 r.;
- Tisra saptak (Trzecia siódemka), 1959 r.

Napisał również powieści, do których można zaliczyć m.in.:
- Nadi ke dwip (Wyspy na rzece), 1951;
- Apne-apne adżnabi (Obcy dla samych siebie), 1961.